# Primal (film, 2019)
Pour plus de détails, voir Fiche technique et Distribution.
Primal ou En cage au Québec, est un film américain réalisé par Nick Powell, dont le rôle principal est tenu par Nicolas Cage, sorti en 2019,.

## Synopsis
Frank Walsh (Nicolas Cage) est un habile chasseur de gros gibier spécialisé dans les espèces rares et dangereuses. Il a récemment capturé un jaguar blanc extrêmement rare dans les forêts tropicales du Brésil et compte maintenant le vendre à un zoo pour une fortune.  Frank réserve un bateau pour livrer le jaguar avec d'autres animaux aux États-Unis. Cependant, les autorités ont également besoin de ce bateau pour transporter un tueur notoire qui doit être jugé et qui, pour des raisons médicales, ne peut être transporté par avion.  En route vers les États-Unis, le criminel se libère et relâche des animaux dangereux et des serpents venimeux.

## Fiche technique
- Titre : Primal
- Titre québécois : En cage
- Réalisation : Nick Powell
- Scénario : Richard Leder
- Photographie : Vern Nobles
- Montage : Raúl Marchand Sánchez
- Musique : Guillaume Roussel
- Producteurs : Bobby Ranghelov, Bret Saxon, Daniel Grodnik et Luillo Ruiz
- Société de production : The Pimienta Film Co.
- Société de distribution : Lionsgate (États-Unis), VVS Films (Québec), AB Vidéo (France)
- Pays de production :  États-Unis
- Langue originale : anglais
- Format : couleur
- Lieu de tournage :  Porto Rico
- Genre : action, thriller
- Durée : 97 minutes
- Date de sortie :
  - États-Unis : 8 novembre 2019
  - France :
    - 31 mai 2020 (en vidéo à la demande)
    - 29 juillet 2020 (en DVD et Blu-ray)

## Distribution
- Nicolas Cage (VF : Dominique Collignon-Maurin) : Frank Walsh
- Famke Janssen (VF : Juliette Degenne) : Dr Ellen Taylor
- Kevin Durand (VF : Guillaume Orsat) : Richard Loffler
- Michael Imperioli (VF : Emmanuel Gradi) : Paul Freed
- LaMonica Garrett (VF : Jean-Baptiste Anoumon) : John Ringer